# 45e cérémonie des Kansas City Film Critics Circle Awards
La 45e cérémonie des Kansas City Film Critics Circle Awards, décernés par la Kansas City Film Critics Circle, a eu lieu le 4 janvier 2010, et a récompensé les films réalisés l'année précédente.

## Palmarès
- Meilleur film :
  - In the Air (Up in the Air)
- Meilleur réalisateur : (Robert Altman Award)
  - Kathryn Bigelow – Démineurs (The Hurt Locker)
- Meilleur acteur :
  - George Clooney pour le rôle de Ryan Bingham dans In the Air (Up in the Air)
- Meilleure actrice :
  - Meryl Streep pour le rôle de Julia Child dans Julie et Julia (Julie and Julia)
- Meilleur acteur dans un second rôle :
  - Christoph Waltz pour le rôle du colonel Hans Landa dans Inglourious Basterds
- Meilleure actrice dans un second rôle :
  - Mo'Nique pour le rôle de Mary Lee Johnston dans Precious (Precious: Based on the Novel 'Push' by Sapphire)
- Meilleur scénario original :
  - Inglourious Basterds – Quentin Tarantino
- Meilleur scénario adapté :
  - In the Air (Up in the  Air) – Jason Reitman et Sheldon Turner
- Meilleur film en langue étrangère :
  - Gomorra •  Italie
- Meilleur film d'animation :
  - Là-haut (Up)
- Meilleur film documentaire :
  - Every Little Step
- Meilleur film de science-fiction, d'horreur ou fantastique : (Vince Koehler Award)
  - District 9